# Joodse begraafplaats (Dalfsen)
De Joodse begraafplaats van  Dalfsen is gelegen op de Gerner Es aan de noordkant van Dalfsen in Overijssel. Al in 1760 woonden er Joden in het dorp. In 1866 werd de synagoge in Dalfsen ingewijd. Nadat de joodse gemeente wegens de geringe omvang in 1937 werd ontbonden en bij Zwolle gevoegd, verkocht men het synagogegebouw aan de Julianastraat dat daarna diverse bestemmingen heeft gekend. In 1982 werd het gebouw door een stichting gerestaureerd en vervolgens in gebruik gekomen voor culturele doeleinden.
De begraafplaats was in gebruik van 1855-1927, maar ook in 1972 is er nog iemand ter aarde besteld. Sinds 1958 wordt ze onderhouden door de burgerlijke gemeente Dalfsen. De afgesloten dodenakker is omgeven door een vierkant gietijzeren hek, ze ligt ingeklemd tussen sportvelden en een boerderij, nauwelijks zichtbaar vanwege de dichte begroeiing rondom. Het Stenen Archief heeft de stenen geïnventariseerd.

## Afbeeldingen

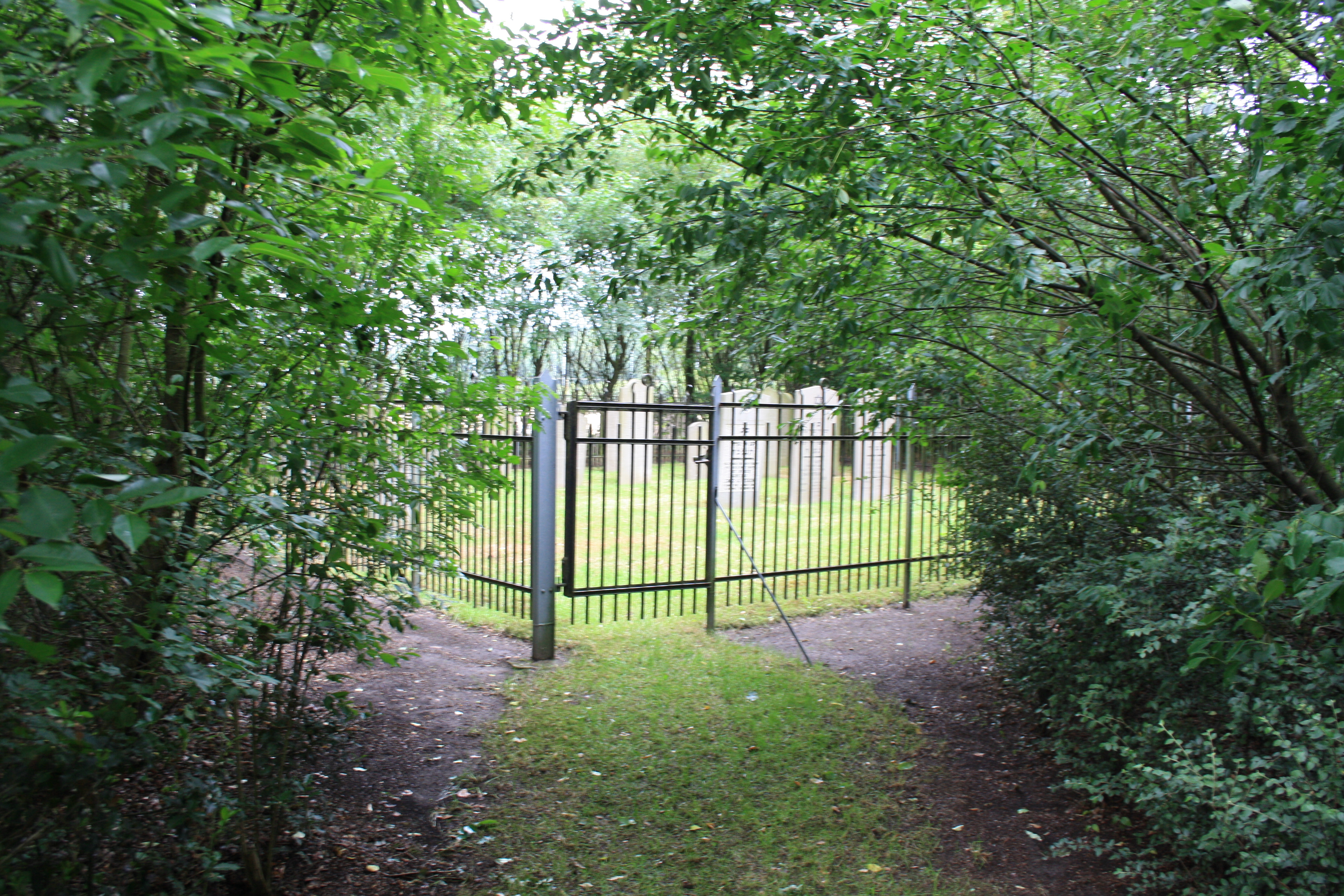
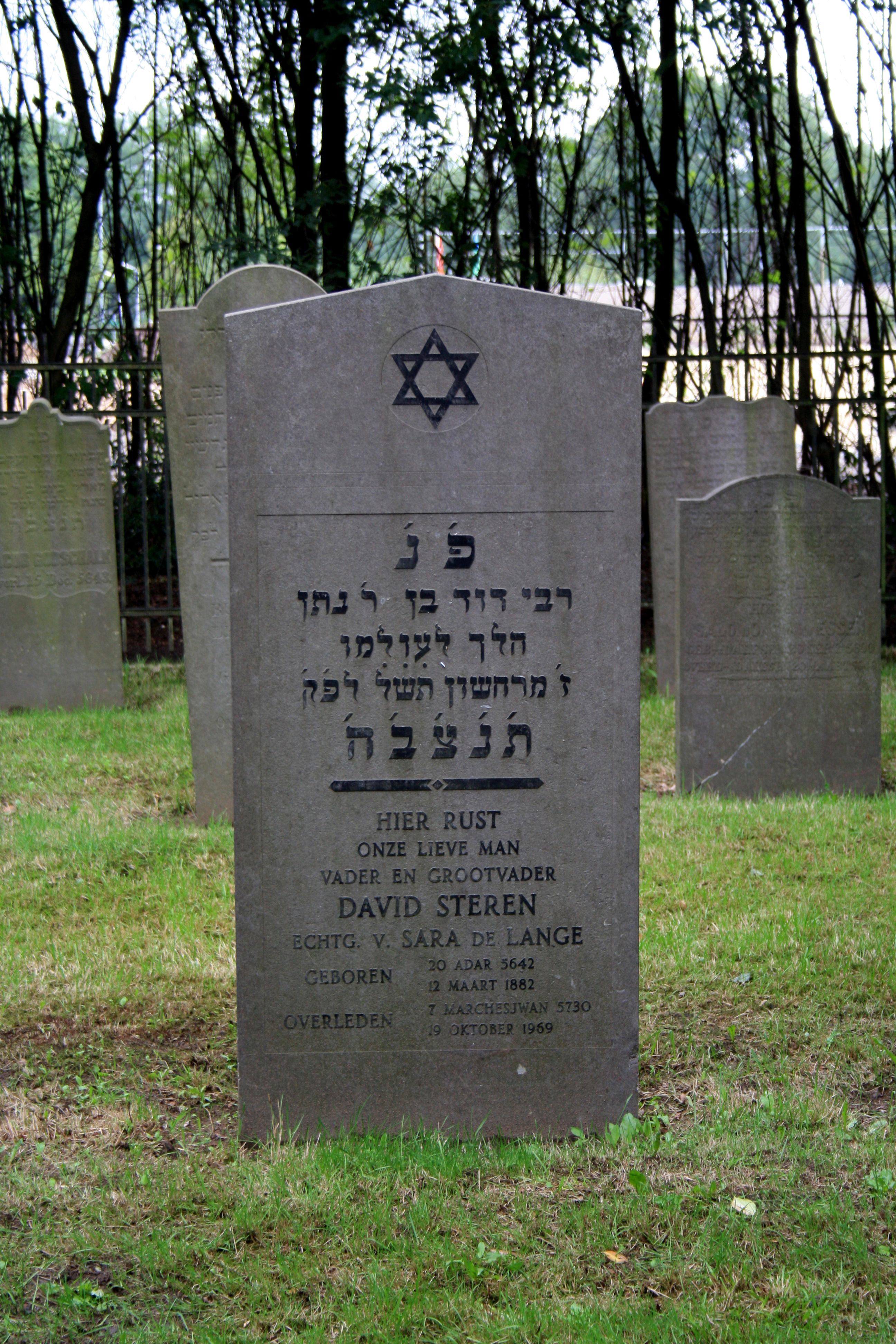
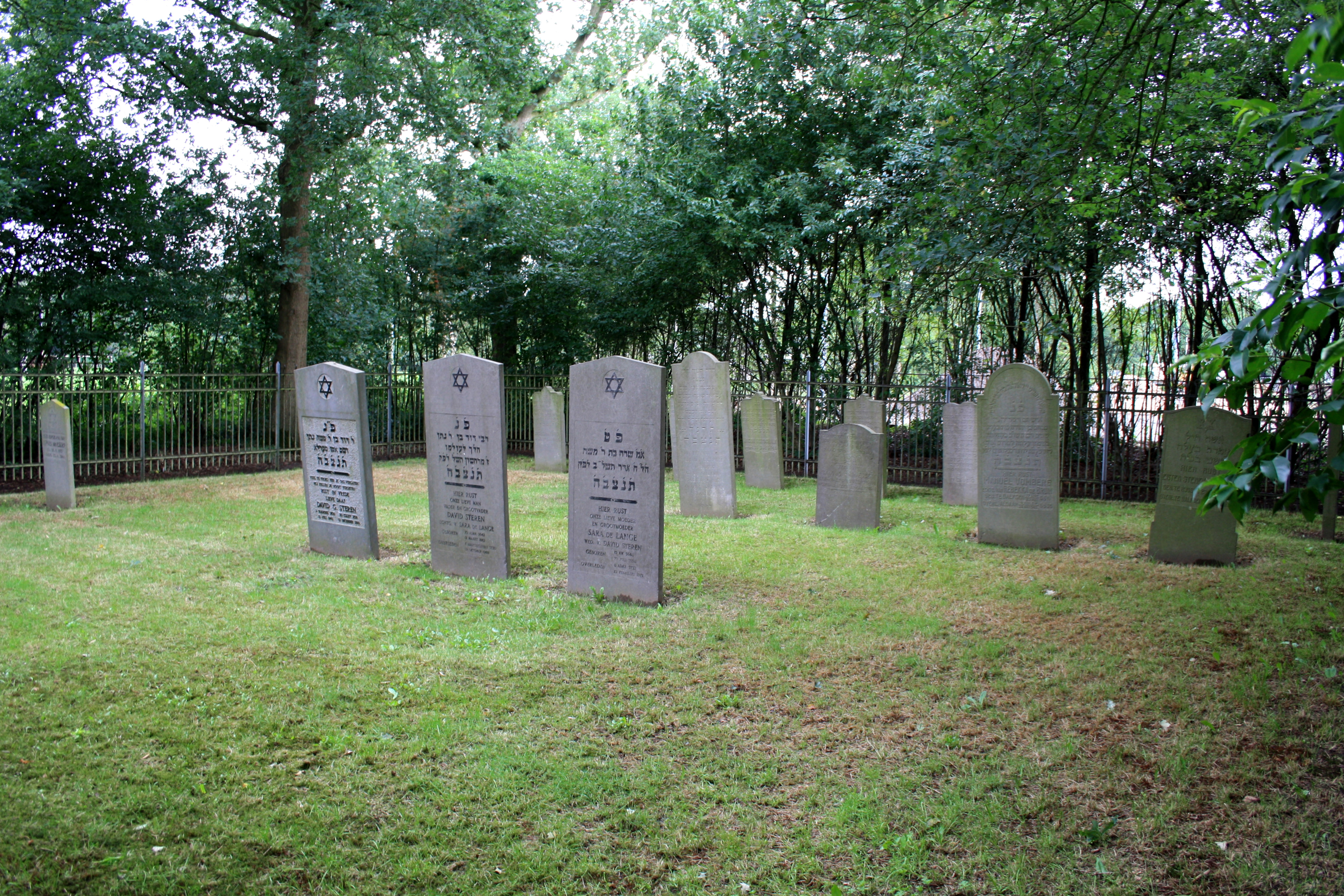